# Allactodipus bobrinskii
Allactodipus bobrinskii (Kolesnikov, 1937) è un roditore della famiglia dei Dipodidi, unica specie del genere Allactodipus (Kolesnikov, 1937), diffuso nell'Asia centrale.

## Descrizione

### Dimensioni
Roditore di piccole dimensioni, con la lunghezza della testa e del corpo tra 110 e 135 mm, la lunghezza della coda tra 170 e 200 mm, la lunghezza del piede tra 56 e 64 mm, la lunghezza delle orecchie tra 23 e 29 mm e un peso fino a 77 g.

### Caratteristiche craniche e dentarie
Il cranio é corto e presenta un rostro breve e tozzo, la scatola cranica tondeggiante, le bolle timpaniche notevolmente rigonfie e le arcate zigomatiche sottili. La mandibola ha il processo coronoide poco sviluppato ed è perforata sul processo angolare. Gli incisivi sono lunghi, lisci, sottili e proodonti, ovvero con le punte rivolte in avanti, i molari presentano una rientranza su ogni lato, l'ultimo è notevolmente ridotto.
Sono caratterizzati dalla seguente formula dentaria:

### Aspetto
Le parti dorsali e i fianchi sono color paglierino densamente cosparse di peli brunastri mentre le parti ventrali e una larga banda lungo ogni anca sono bianche. La testa è grande, il muso è corto, il naso è appiattito, gli occhi sono grandi. Le orecchie sono relativamente piccole. Le zampe anteriori sono corte, quelle posteriori sono allungate, con i tre metatarsi centrali fusi in un unico osso denominato cannone e terminano con cinque dita, delle quali le due più esterne sono attaccate più indietro e sono ridotte. Sulla loro superficie ventrale sono presenti dei lunghi ciuffi di setole. La coda è molto più lunga della testa e del corpo e termina con un ciuffo di lunghi peli brunastri.

## Biologia

### Comportamento
È una specie terricola e notturna con andamento saltatorio. Costruisce le tane in cumuli leggermente rialzati e privi di copertura vegetale.

### Alimentazione
Si nure di parti vegetali verdi, più raramente di semi. In primavera la dieta è principalmente insettivora.

### Riproduzione
Le femmine danno alla luce 2-8 piccoli alla volta tra aprile e giugno e tra settembre ed ottobre.

## Distribuzione e habitat
Questa specie è diffusa nei deserti del Karakum e del Kyzylkum,  nell'Uzbekistan centrale e nel Turkmenistan nord-occidentale.
Vive nelle zone desertiche con terreni argillosi evitando quelle strettamente sabbiose.

## Conservazione
La IUCN Red List, considerato il vasto areale e l'assenza di minacce, classifica A.bobrinskii come specie a rischio minimo (Least Concern).